# Visk
Visk (ukránul: Вишковo [Viskovo], 1992-ig Вишкове [Viskove], oroszul: Вышково [Viskovo], szlovákul: Višková, románul: Văşcova) szeliscse Ukrajnában, Kárpátalján, a Huszti járásban. Visk község székhelye.

## Fekvése
Huszttól 20 km-re délkeletre, a Tisza völgyében, a Marangos-patak partján fekszik.
A szóban forgó viski patakot Marangos-pataknak hívják, mert a Marangos-hegyben ered.

## Nevének eredete
Neve a szláv Vys személynévből származik.

## Története
1271-ben említik először Visket.
Visket V. István magyar király adta a Hontpázmány nemzetségből származó Ujhelyi család őseinek, Marchaleus fiainak, Mykov és Chepán mestereknek 1271-ben, és az adományt IV. László magyar király, majd III. András magyar király is megerősítette, mint ekkor már Máramaros vármegyéhez tartozó birtokot. 1300-ban a család a király kérésére lemondott birtokáról, cserébe a kezdetben Ugocsa vármegyéhez tartozó Rakasz, Fekete-Ardó, Nyírtelekpuszta falvakat kapta. 1308-ban a fő sószállító helységek neve között – Técső, Talaborfalu és Sziget mellett – Visk is szerepelt.
Határában egy kúp alakú hegyen állott vára, amelyet a Hontpázmány nemzetségbeli Martelus fiai, Mikó és Csépán emeltek 1281 és 1298 között. Először 1299-ben említik, majd 1300-ban III. András magyar király visszacserélte. 1329-ben Károly Róberttől városi rangot kapott. A 14. század közepéig a viski vár királyi birtok volt, majd Máramaros vármegye központja lett. A Tiszamenti öt koronaváros legnagyobbika egykor szász település volt.
1657-ben a lengyelek égették fel. 1717-ben a krími tatárok pusztítottak itt, rájuk a település határában a husztiakkal egyesült viskiek súlyos csapást mértek. 1786-ban éhínség pusztított.
Református népiskolája 1556-ban nyílt meg.
Az 1730-as években a koronabirtokok a kamara kezébe kerültek, Visk koronavárosi kiváltságait 1834-ben veszítette el. 1730 és 1780 között vásártartási joga volt. A trianoni békeszerződésig Máramaros vármegye Huszti járásához tartozott.
1918-ban a bevonuló románok, majd a csehek pusztították. 1944-ben először teljes zsidó lakosságát magyar csendőrök, később magyar férfi lakosait az oroszok hurcolták el, 70%-uk lágerekben vesztette életét.
1976 és 2024 között városi jellegű település rangja volt.

## Népessége
1910-ben 4839 lakosából 3871 magyar, 831 ruszin és 126 német anyanyelvű volt.
8000 lakosának 40%-a magyar nemzetiségű, a többi ruszin.
2001 óta 8142 lakosából 3699 magyar (45,4%), a többi ukrán.

## Látnivalók
- Erődített református templomát 1270-ben V. István építtette. A 14-15. században gótikus stílusban felújították. 1524-ben a reformátusoké lett. 1657. február 17-én II. Rákóczi György az országgyűlést megelőző istentiszteletet tartotta itt, az országgyűlés a városházán volt, ahol elhatározták a lengyel hadjáratot. 1717-ben a tatárok gyújtották fel, 1790-ben állították helyre. 1970-ben újították fel, fa harangtornya 18. századi, a templomot védőtornyos fal övezi. A 21. század elején a templomban egyedi közpkori freskókat tártak fel.[4]
  - A viski református templom kertjében egyébként 22 nyitvatermő található meg, ezen kívül, még rengeteg más egzotikus növény. Ez Kárpátalja egyik legnagyobb, nyitvatermőket bemutató kertje.
- Görögkatolikus temploma 1831-ben épült az Angyali üdvözlet tiszteletére.
- Visknek több ásványvízforrása van, az ásványvizet a viskiek borkútnak hívják. Az egykori (1818-1918) Magyarország-szerte híres várhegyi fürdő ásványvízforrása a szovjet érában történő higanybányászat következtében kiapadt. Szerepét a Saján-hegyi ásványvízforrások vették át. A gyógyhatású ásványvizek hasznosítása tette ismét országos hírűvé a Saján Szanatóriumot.*

A Saján Szanatórium mellett, az úgynevezett Villa-völgyben található a mesterségesen kialakított Sajáni-tó. A tó alkalmas vízibiciklizésre, sétálásra, úszásra, a tó partján sütögetőhelyek is várják az érdeklődőket. A tavat az Avas-hegyvonulat veszi körül.
- Turul-szobor[5]

## Híres emberek
- Itt született 1746-ban Méhes György tanár, író, bölcseleti doktor, református főiskolai tanár; Méhes Sámuel tanár, nyomda- és laptulajdonos, író, szerkesztő, az MTA levelező tagjának apja.
- Itt született 1761-ben Igyártó Mihály jogász, alispán.
- Itt született 1797-ben Lassú István földrajzi író.
- Itt született 1841-ben Géresi Kálmán jogakadémiai tanár, történész, gróf Tisza István nevelője.
- Itt született 1844. március 6-án Krüzselyi Bálint jogakadémiai tanár, Krüzselyi Erzsébet költőnő édesapja
- Itt született 1899. február 8-án Rankay József az 1920-as szomoróci felkelés katonai vezetője, Visk és Kercaszomor díszpolgára.
- Itt született 1940. február 26-án Fodó Sándor egyetemi tanár, a Kárpátaljai Magyar Kulturális Szövetség első elnöke, majd haláláig tiszteletbeli elnöke.
- Itt született 1951. október 29-én Czébely Lajos kárpátaljai magyar költő, helytörténész.
- Itt született 1955-ben Varga Sándor FIFA-menedzser.
- Itt született 1980. június 6-án Pál István „Szalonna”, népzenész, hegedűtanár, prímás.

## Képek

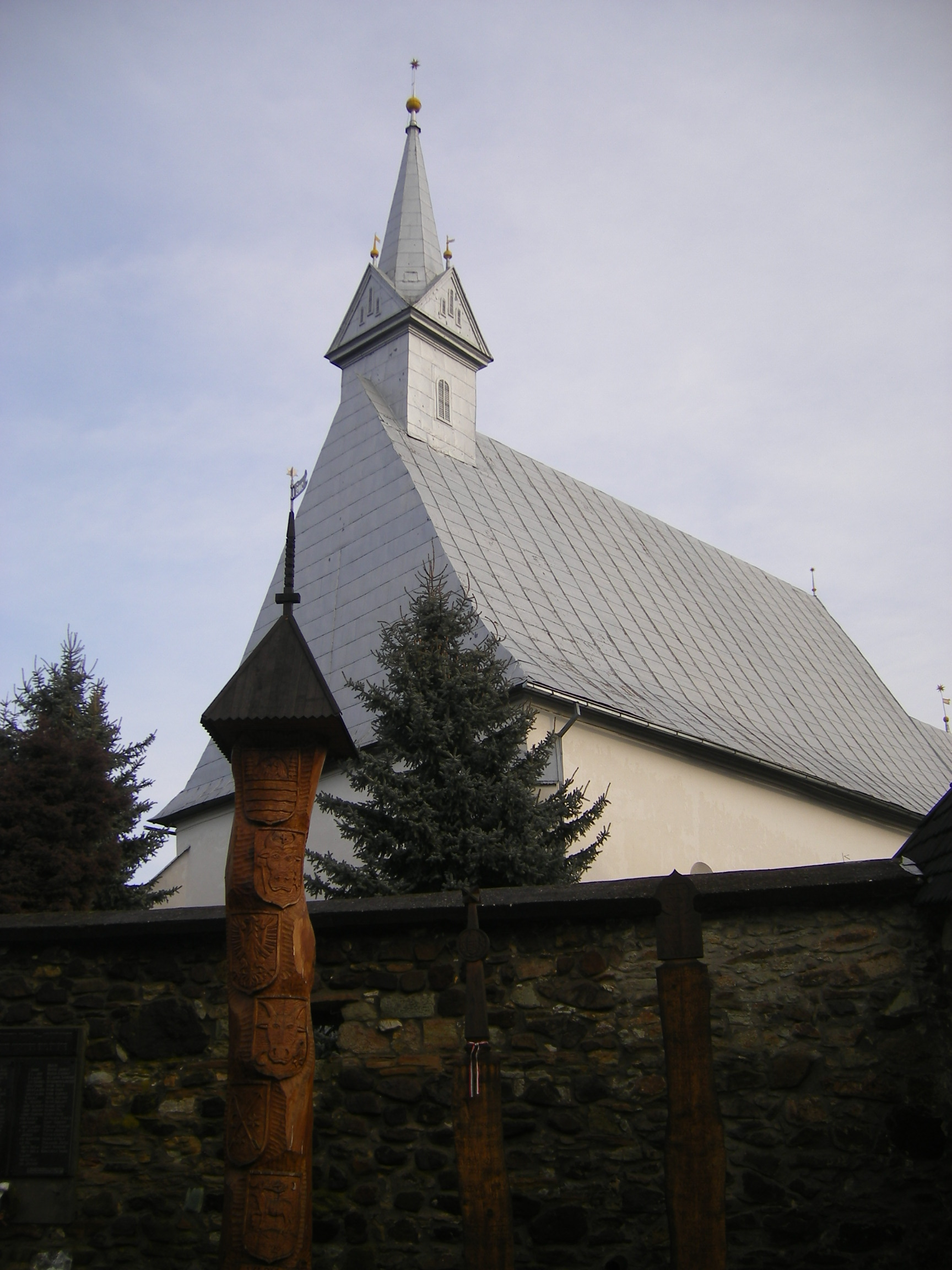
A viski református templom
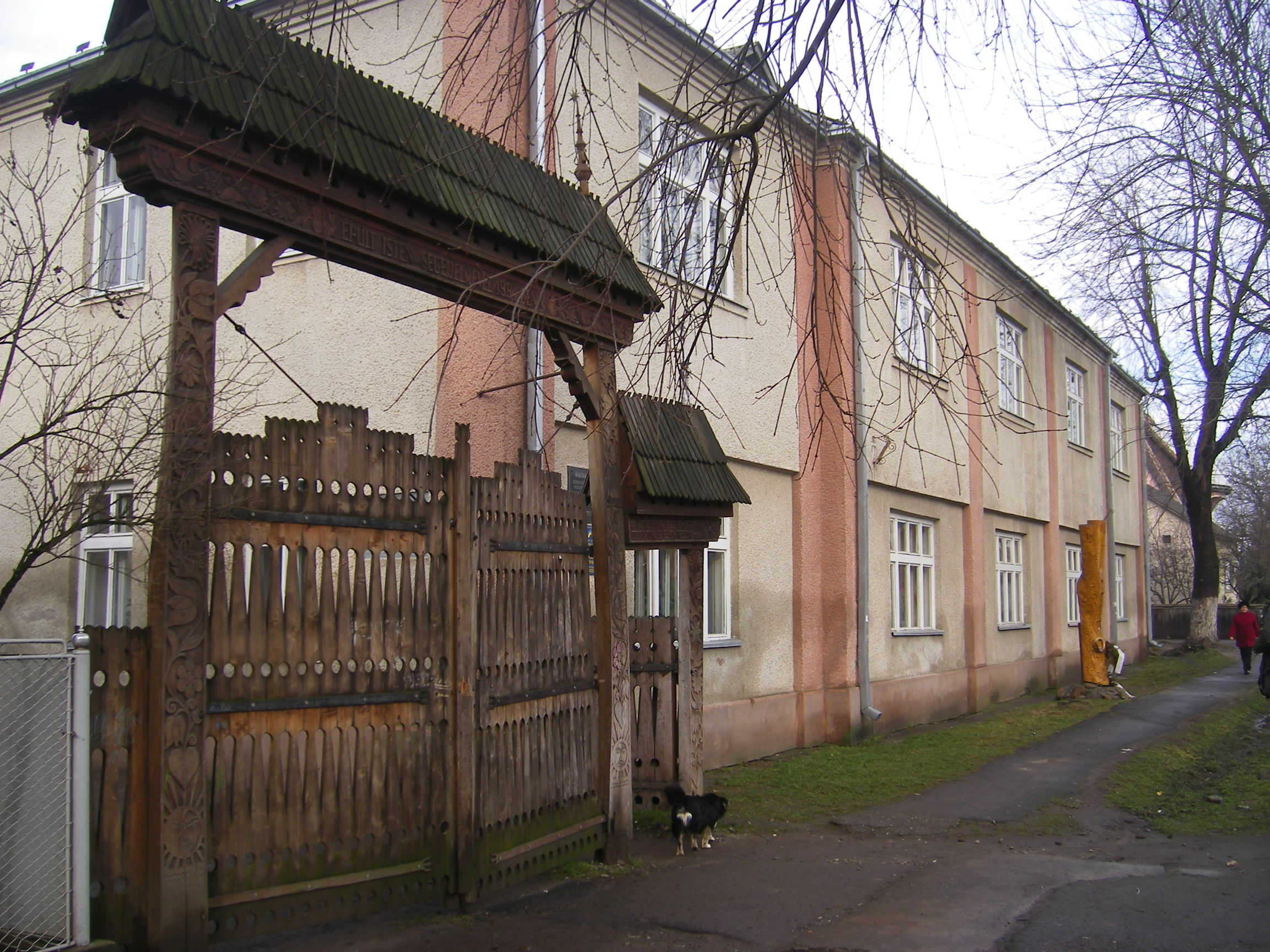
A viski magyar középiskola
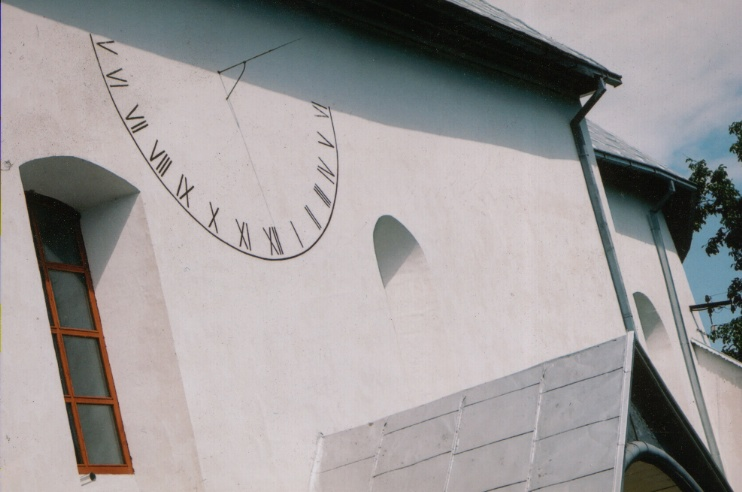
Visk, a református templom napórája
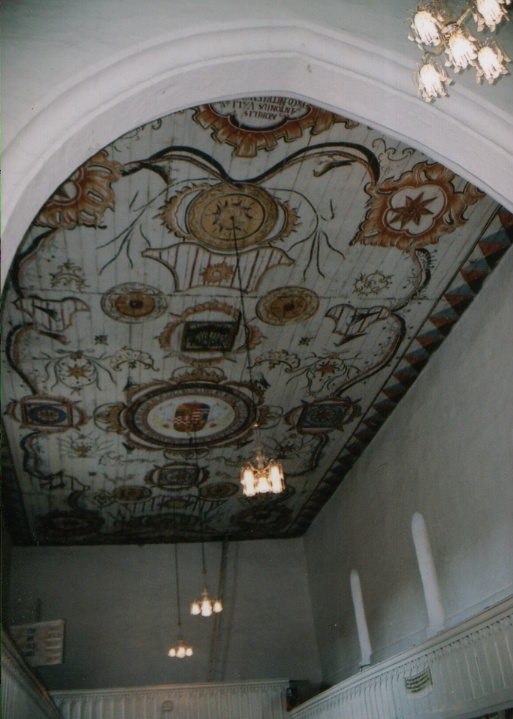
A református templom mennyezete
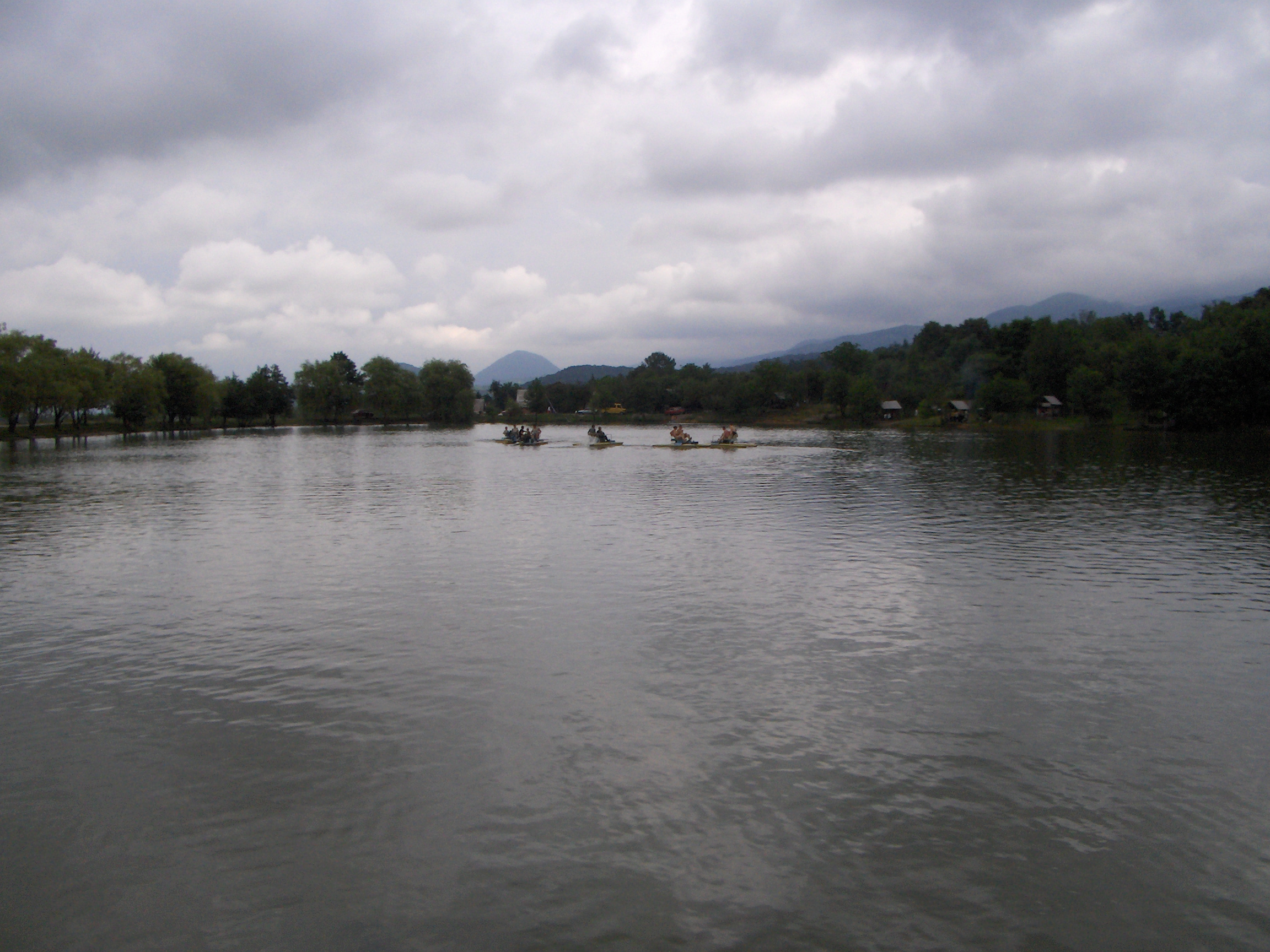
A Sajáni-tó
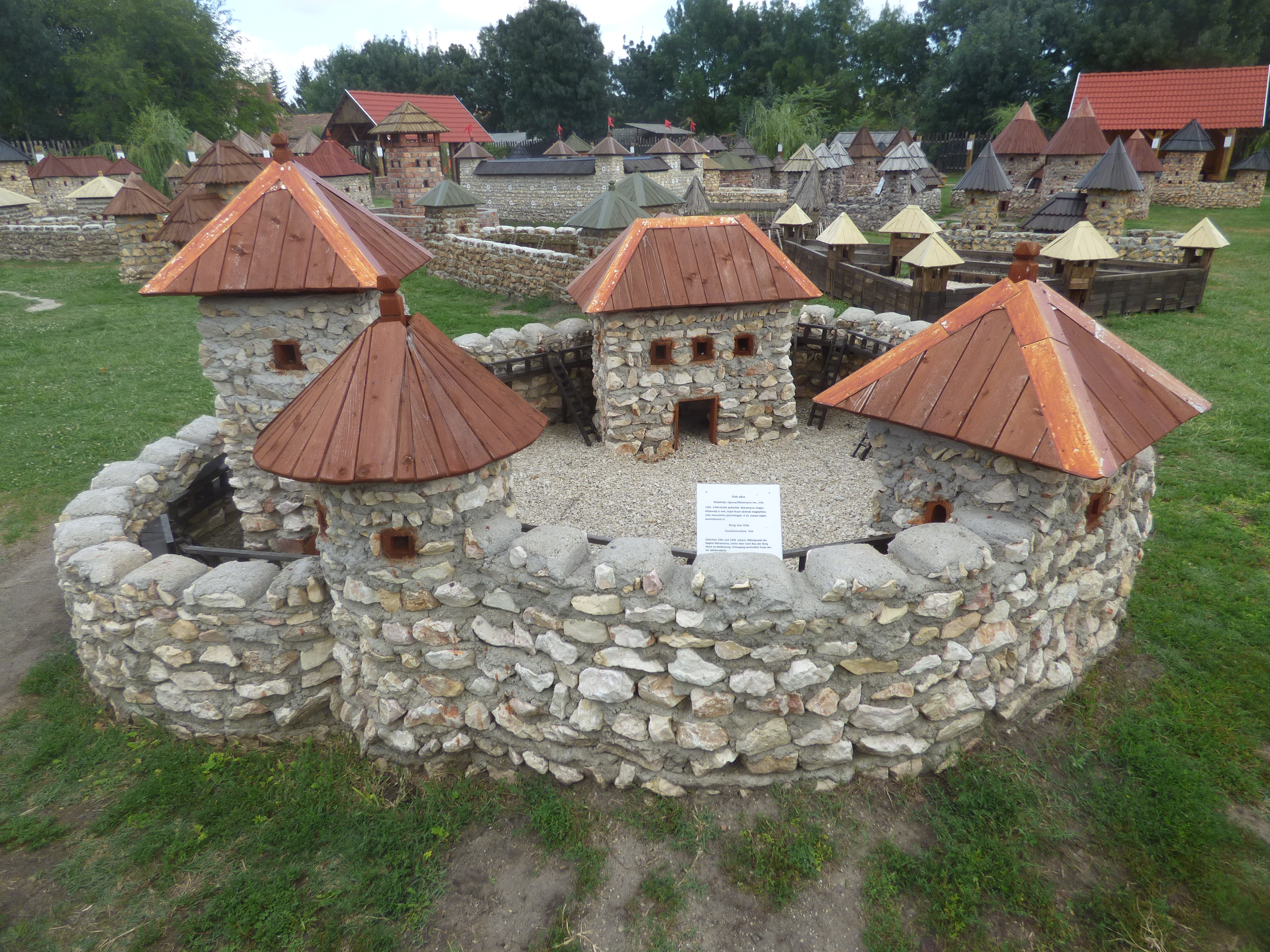
Visk egykori várának makettje a dinnyési Várparkban

## Testvérvárosai
Visk testvérvárosai a következők:[forrás?]
|              | Ország       | Város           | Vármegye / Körzet / Régió / Állam |
| ------------ | ------------ | --------------- | --------------------------------- |
| Magyarország | Magyarország | Paks            | Tolna                             |
| Magyarország | Magyarország | Csaroda         | Szabolcs-Szatmár-Bereg            |
| Magyarország | Magyarország | Fegyvernek      | Jász-Nagykun Szolnok              |
| Románia      | Románia      | Máramarossziget | Máramaros                         |